# گارگین بس
گارگین بس (ارمنی: Գարեգին Բես؛ انگلیسی: Garegin Bes زادهٔ ۱۹۱۰ - درگذشته ۱۹۸۶)، رمان‌نویس، نمایش‌نامه‌نویس اهل ارمنستان بود.

## زندگی‌نامه
با نام اصلی گارگین سارینیان Gargein Sarinyan در شوشی به دنیا آمد؛ و در استپاناکرت، تفلیس و دانشگاه دولتی ایروان تحصیل نمود. از سال ۱۹۴۴ تا ۱۹۴۷ وی سردبیر مجله ادبی Sovetakan grakanutyun بود. دیرتر وی برای «انجمن تئاتری ارمنیان» در ایروان فعالیت نمود. وی موضوعات آثار خویش را از زندگانی ارمنیان انتخاب می‌نمود.